# Ричмонд-апон-Темс
Лондонский боро Ричмонд-апон-Темс (англ. London Borough of Richmond upon Thames, произношениео файле, буквально Ричмонд-на-Темзе) — один из 32 лондонских боро, находится во внешнем Лондоне, в 13 км на юго-запад от центра, на пересечении трёх линий железных дорог. Это единственный район Лондона, расположенный на обоих берегах реки Темзы. Ричмонд считается одним из самых престижных районов Лондона, однако, с точки зрения цен на недвижимость, Ричмонд заметно уступает таким дорогим районам Лондона, как Белгравия, Найтсбридж, Челси, Кенсингтон и Хампстед.

## История
Район был образован в 1965 году в результате слияния Туикенема из Миддлсекса с Ричмондом и Барнсом из Суррея. Именно тогда появилось название Ричмонд-апон-Темс.

## Население
По данным переписи 2011 года в Ричмонд-апон-Темс проживало 187 500 человек. Из них 19,8 % составили дети (до 15 лет), 64,2 % лица трудоспособного возраста (от 16 до 64 лет) и 16 % лица пожилого возраста (от 65 лет и выше).

### Этнический состав
Основные этнические группы, согласно переписи 2007 года:
- 88,3 % — белые, в том числе 75,7 % — белые британцы, 2,6 % — белые ирландцы и 10 % — другие белые (немцы, американцы, французы, шведы);
- 3,9 % — выходцы из Южной Азии, в том числе 2,8 % — индийцы, 0,7 % — пакистанцы и 0,4 % — бенгальцы;
- 1,7 % — чёрные, в том числе 0,8 % — чёрные карибцы (ямайцы), 0,7 % — чёрные африканцы и 0,2 % — другие чёрные;
- 2,5 % — метисы, в том числе 1,0 % — азиаты, смешавшиеся с белыми, 0,5 % — чёрные карибцы, смешавшиеся с белыми, 0,3 % — чёрные африканцы, смешавшиеся с белыми и 0,7 % — другие метисы;
- 0,9 % — китайцы;
- 0,8 % — другие азиаты;
- 1,3 % — другие.

### Религия
Статистические данные по религии в боро на 2011 год:
| Религия      | Ричмонд-апон-Темс % | Лондон % | Англия % |
| ------------ | ------------------- | -------- | -------- |
| Христианство | 55,3                | 48,4     | 59,4     |
| Ислам        | 3,3                 | 12,4     | 5,0      |
| Индуизм      | 1,6                 | 5,0      | 1,5      |
| Иудаизм      | 0,8                 | 1,8      | 0,5      |
| Буддизм      | 0,8                 | 1,0      | 0,5      |
| Сикхизм      | 0,8                 | 1,5      | 0,8      |
| Другие       | 0,5                 | 0,6      | 0,4      |
| Нет религии  | 28,4                | 20,7     | 24,7     |
| Не указана   | 8,5                 | 8,5      | 7,2      |

## Административно-территориальное деление
(С севера на юг)
- Кью
- Барнс
- Мортлейк
- Ист-Шин
- Ричмонд
- Уиттон
- Туикенем
- Питершам
- Хам
- Теддингтон
- Хамптон-Хилл
- Хамптон
- Хамптон-Уик

## Достопримечательности
Больша́я часть района сохраняется как общественное открытое пространство, на котором находятся такие известные парки, как Ричмонд-парк, сады Хэмптон-корта, Парк Буши и всемирно известные Королевские ботанические сады Кью. Известные здания включают Хэмптон-Корт, который был домом Генриха VIII, руины Ричмондского дворца (который использовали Эдвард III, Генрих V, Елизавета I и несколько других монархов) и дом Строуберри-хилл (построенный в XVIII веке Хорасом Уолполом в готическом стиле). В Ричмонде находится больше парков, чем в каком-либо из лондонских боро.

## Транспорт
Из центрального Лондона в боро Ричмонд-апон-Темс идёт линия South West Trains (SWT), линия Дистрикт Лондонского Метрополитена, а также Северная Лондонская линия London Overground.

## Спорт
В Ричмонд-апон-Темс базируется Футбольный клуб Хэмптон энд Ричмонд Боро и английский регбийный клуб, выступающий в Премьер-лиге — Харлекуинс. Здесь также находится крупнейший в мире чисто регбийный стадион — Туикенем, вместимость которого не так давно была увеличена до 82 тысяч мест.

## Галерея

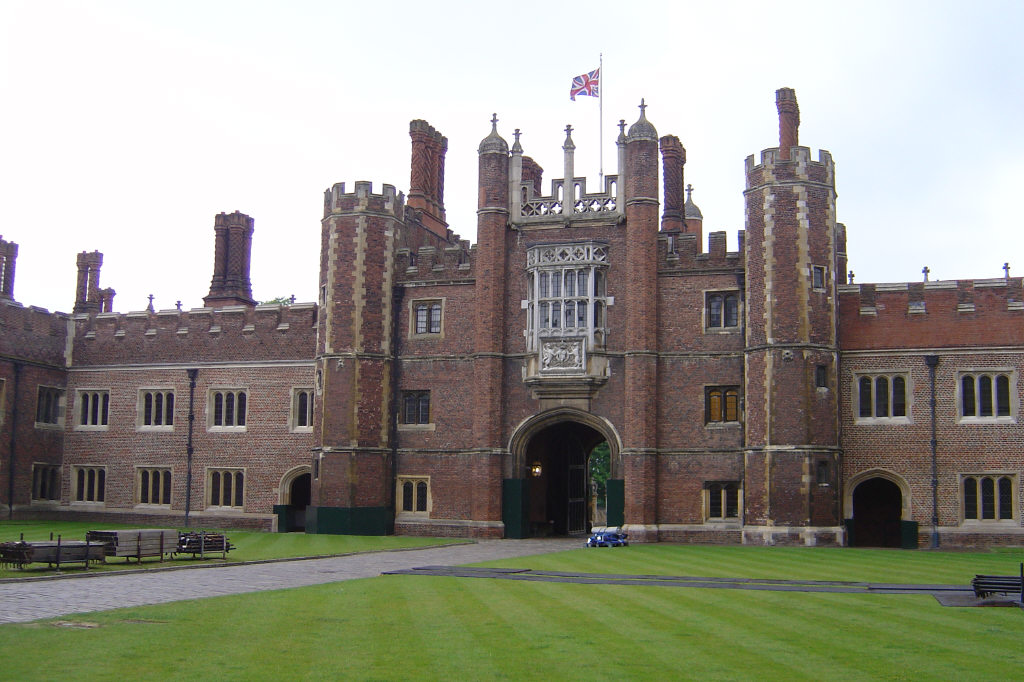
Хэмптон-Корт
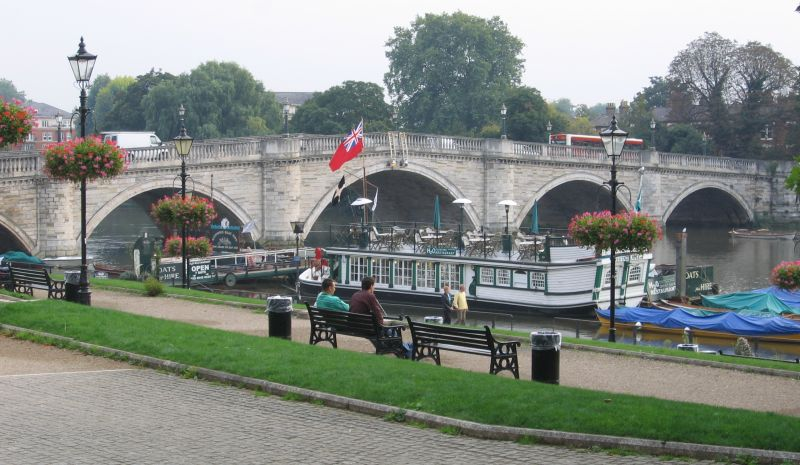
Ричмондский мост
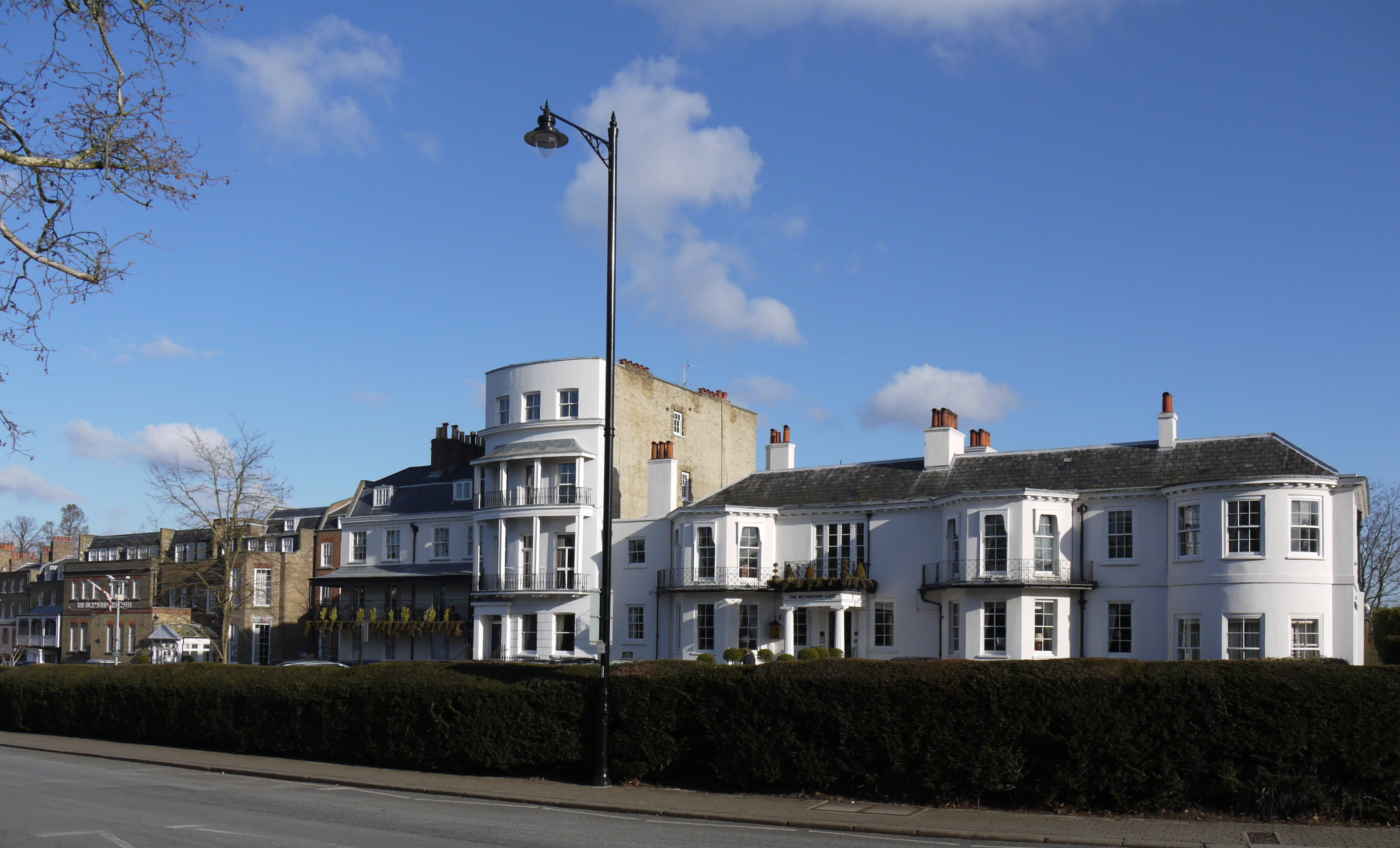
Ричмонд Хилл
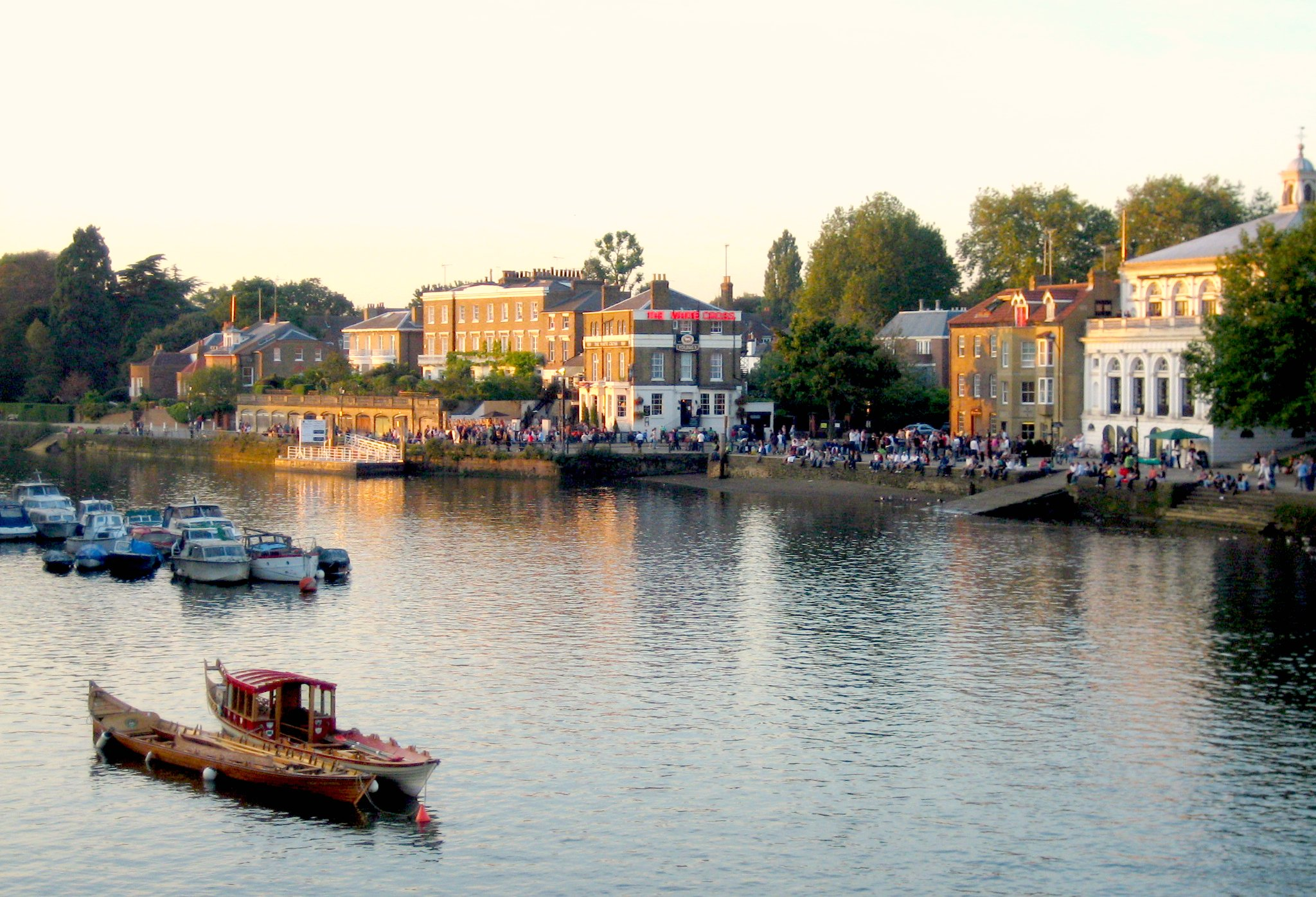
Темза в Ричмонде
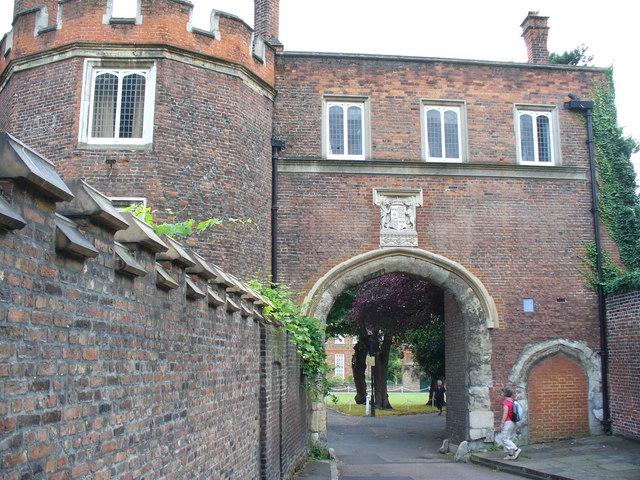
Руины Ричмондского дворца
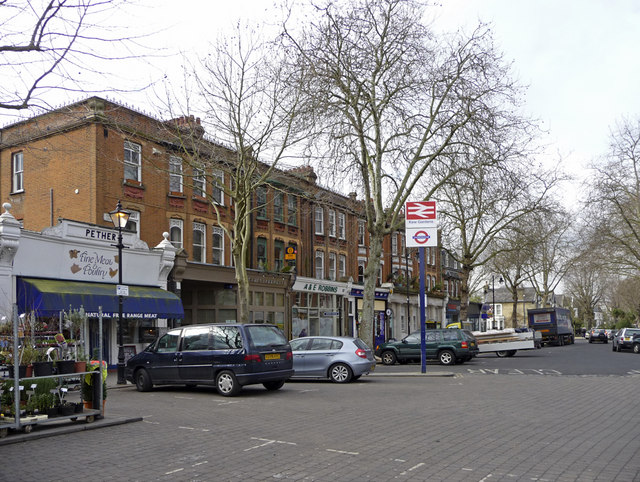
Станция Кью-Гарденс